# SPレコード
SPレコード（英: 78 rpm disc）は、シェラックという素材で作られている円盤式蓄音機用レコードで、円盤型レコードの最初の方式でもある。元々「レコード」という用語はSPレコードのみを指していたが、1948年頃にmicro grooveという細く密度の高い溝を刻んだプラスチックのLPレコード（英: long playing record (LP record) ）が登場して以降、それ以前の蓄音機用レコードをレトロニムとして英: standard playing recordと呼んで区別するようになった。すなわち、1887年にエミール・ベルリナーが開発した円盤状の蓄音機用レコードの総称（商標では「グラモフォン」という）といってよく、初期の縦溝レコードや片面レコードなども含まれる。1950年代後半まで生産されその後はLPレコードに完全に移行した。再生産することはできないため、現存するSPレコードは貴重な遺産である。
録音再生時に用いる鉄針が太いことや、シェラックという素材の粒子の粗さにより、LPレコードと比較して記録可能な周波数帯域が狭く、S/N比も低いため、音質には劣る傾向にある。また、基本的には片面ごとに1曲ずつしか収録できず、複数曲の再生にはSPレコード自体の交換が必要であったり、1曲分の再生で針先が完全に摩耗して本来の形から変わってしまうため、SPレコードの溝を傷めないためにも再生1回ごとに針交換が必要になるなど、再生にかなりの手間が掛かるという問題がある（100g以上の針圧を掛けて機械的に再生する蓄音機の場合のみ，SPレコード用のカートリッジを用いる電気再生は針圧が5g程度と低くできるため複数回再生可能）。複数曲が収録された作品集を指す「アルバム」という用語は、SPレコードを複数枚まとめた分厚い冊子に由来する。クラシックなどの長時間録音は嵩張るアルバムとして販売されていた。なお、シェラックという有機物の天然素材には割れやすくカビが生えやすいという欠点があるため、SPレコードの管理には細心の注意が必要という欠点もある。
SPレコードという呼称は日本ではよく通用する言い方だが、国際的には「78s」または「78rpm record」と呼ばれることの方が多い。

## 概要
大きさは、直径がほぼ12インチ（吋）のものとほぼ10インチのものが最も一般的である。LPレコードのように直径の規格が精密に守られているわけではなく、わずかながらばらつきがある。
12インチ盤の片面の最大収録時間はおよそ5分前後で、テープ録音をもとにしたカッティング技術であるvariable-pitch groove（VG）のレコードは、片面6分以上の収録が可能であった。
また、10インチ盤の最大収録時間は約4分であり、ポピュラー音楽を中心にこのサイズが採用された。したがって、残存するSPレコードは10インチ盤が最も多い。そのほかにも12インチ盤や10インチ盤ほど多くはないが７インチ盤も存在し、19世紀末から20世紀初頭にかけて採用されることがあった。また7インチ盤はレコード産業が確立した後の時代において、廉価盤や童謡などの児童向けに使われることがあった。機械式録音の時には､オデオン社やフォノティピア社､ホモコード社等では､約11インチの盤も多く売られていた｡
国際的には “78s” または “78rpm record” と呼ばれることが多いが、これは多くのSPレコードが78 rpmを標準の回転速度としているからである。しかし、SPレコードの回転速度は、1940年代に入るまでは厳密には標準化されておらず80 rpmのものもいくらか見られる。また、主に電気録音導入以前に、収録時間を伸ばす目的で回転速度を76 rpm以下まで落としたり、逆に80rpmを超える例も見られる。このため再生音を聞いて速度を調整する必要があり、これがSPレコードの規格上の大きな問題である（LPレコードでは、RIAAにより例外なく33+1⁄3 rpmに統一されている）。なお、黎明期のレコードには、速度調整ができるように標準音を曲と同じ面に収録したものがある。仏パテ社からは100回転のレコードも発売されていた。一般的に横振動の溝で刻まれる（LP盤も）が､パテ社の初期の円盤レコードにはセンタースタートで縦振動の溝が刻まれて､リムスタートになっても縦振動であり、自社製のプレーヤーや変換リプロデューサーの使用､または、アームが回転して､横振動と縦振動が両方再生できるプレーヤー（ブランズウイック社）が必要で､良い演奏でも､再生できないので諦める人もいたようであった。エディソン社も筒形レコードと別に、ダイヤモンドディスクという約8mm位の厚みのある縦振動の円盤レコードを発売した。これは再生音にノイズが少なく､音質もよかったが、流行歌やポピュラーが多かったので、縦振動で再生に別な機械が必要であったため、途中で止めてしまい､人気もあまりなかった｡
SPレコードは、酸化アルミニウムや硫酸バリウムなどの微粉末をシェラック（カイガラムシの分泌する天然樹脂）で固めた混合物を主原料としており、針圧が120g前後の鉄針のトレースに耐えられる硬度を持つ一方、非常にもろく落下や衝撃に大変弱い。また、天然有機物を原料に含むためカビの発生を防ぐことが難しい。レコードを製造する国や時期によって材質にばらつきがあり、再生音やスクラッチ・ノイズ（surface noise）に大きな違いが見られる。

## 録音方式の変遷

### 機械式吹き込み
SPレコード初期の頃は、集音器（ラッパ）の奥に取り付けられた振動板で直接針を振動させてレコード原盤にカッティングする、「機械式吹き込み」（「アコースティック録音」あるいは「旧吹き込み」とも呼ばれる）で録音された。機械式吹込みでは、演奏者がラッパの近くに集合し、レコーディング・エンジニアの指示に従って演奏中にラッパとの距離を調整したり、大音量を発するシュトローヴァイオリンを使って演奏するなど、演奏者にとって不自由が多かった。そのような中でも、録音技術を最大限生かそうといろいろな工夫をしたのは、指揮者のレオポルド・ストコフスキーであった。ストコフスキーは、録音室におけるオーケストラ団員の配置を大きく変えることで録音効率を高め、レコードの音質向上に成功している。
旧吹き込み時代の録音は電気録音以降に再録音されたケースが多い。しかし、旧吹き込み時代に死去したり、あるいは旧吹き込み時代に全盛期であったミュージシャンや演奏家の録音には優れた演奏も多く、その優れた演奏を生かすべく、カルーソーの録音などは、旧吹込み時代の彼の声に電気録音のオーケストラをかぶせるといった試みも行われている。また、機械式吹き込み最後期の1924年頃にはそれなりに技術が完成されており、最初期の電気録音よりも良い成果を挙げている例もある。

### 電気録音
1925年にマイクロフォンを使用しアンプで音声信号を電気的に増幅し、カッターヘッドを電気駆動してワックス盤にカッティングする「電気録音」が実用化されると、各社ともにいっせいに電気録音に移行した。電気録音は、再生音のダイナミックレンジ、楽器間の音の分離に優れていただけでなく、演奏者が普段どおりの楽器と立ち位置で演奏できる点で圧倒的に優れており、録音史上の一大革命であった。特にオーケストラの録音数は電気録音開始後飛躍的に増えた。
電気録音初期は、アメリカのブランズウィック社製のlight-ray方式による録音とウェスタン・エレクトリック（Western Electric）社製の録音技術が競合したが、ウェスタン・エレクトリックの音質が圧倒的に優れているという評価に傾き、1927年にポリドール・レコード（Polydor）社がウェスタン・エレクトリック方式に完全移行したことをきっかけに、light-ray方式は急速に廃れていった。このため、1925年 - 1927年の間にlight-ray方式で録音されたものを、わざわざ1928年以降にウェスタン・エレクトリック方式で再録音した事例も多く見られる。

## 日本での生産

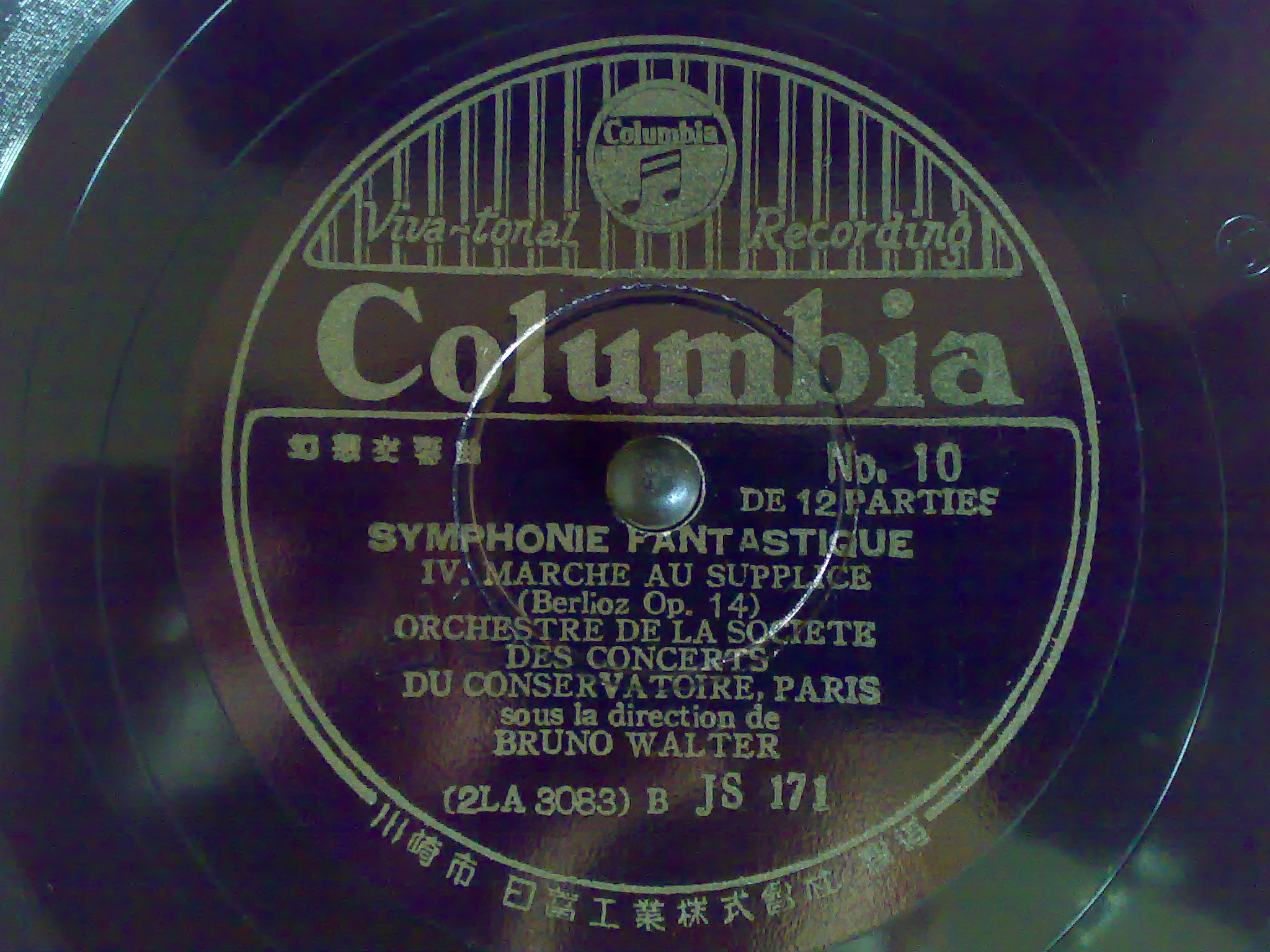
「コロムビアのすだれレーベル」の例

日本でのレコード生産は1909年（明治42年）に始まったとされ、概ねどの時代においても良質なレコードが作られていた。しかし、日中戦争長期化後、盤の材質の劣化は進み、とりわけ1939年（昭和14年） - 1943年（昭和18年）頃のSP盤は材料の悪さを反映したスクラッチ・ノイズが多く、ぶつぶつとした突起状プレス斑（むら）も散見される。いわゆる「コロムビア（戦争後期にニッチクに改称）のすだれレーベル」の時期がこれに該当し、インクの質も悪くレーベルの印刷まで不鮮明である。しかし、この時代にのみ発売された流行歌のレコードなどは、いかに再生音が悪くても非常に貴重な日本の文化遺産として重要である。
1950年代になるとビニール盤に取って代わられるようになり、日本コロムビアによって最後にSP盤が生産されたのは1962年（昭和37年）であり、同年2月1日に17cmEP盤と同時発売された島倉千代子・村田英雄・花村菊江・岡田ゆり子・榊原貴代子らの歌唱による楽曲「日本晴れだよ」（B面収録曲はコロムビア・ローズ・神戸一郎・五月みどり・香川匂子・唐品由美らの歌唱による楽曲「お手をつないで」）が国産SP盤における最後の新譜となった。
一般市場で新品として販売されているSP対応レコードプレーヤーは少なく、対応機でもカートリッジをSP盤専用品に交換しないとSP盤を再生できない機種もある。
なお、日本武道館に程近い場所にある昭和館において、日本で発売されたSPレコードを体系的に蒐集・整理・保管し、いつでも検索・視聴可能にしようとするプロジェクトが政府主導により進められつつある。